# Emmanuel Moire

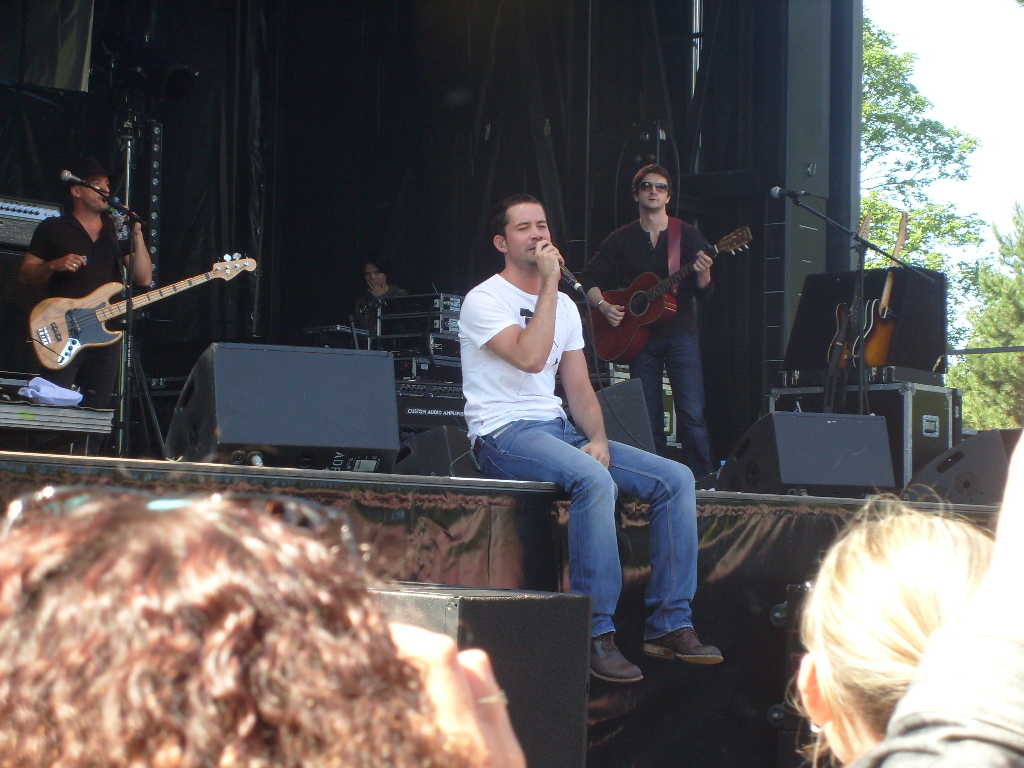
Emmanuel Moire en concert a Dunkerque

Emmanuel Moire (Le Mans, 16 de juny de 1979) és un cantant i músic francès. Entre 2004 i 2007 interpretà el paper de Lluís XIV a la comèdia musical «Le Roi Soleil». Apassionat de la música després de la seva infantesa, Emmanuel, noi tímid i reservat, prengué juntament amb el seu germà bessó Nicolas classes de cant clàssic i a cursos de formació d'autor-compositor-intèrpret. Emmanuel feu el curs de cant i obtingué paral·lelament el batxillerat econòmic i social amb la menció de bé. El 2000, amb 21 anys, va ser seleccionat per participar en la 16a trobada d'Astafòrt, un curset d'autor-compositor-intèrpret. Artista eclèctic, canta i toca el piano.